# NGC 235
NGC 235 — лінзоподібна галактика, що знаходиться у сузір'ї Кита. Має візуального компаньйона PGC 2570, але фізично вони не пов'язані між собою. Цю пару вперше виявив Френсіс Лівенворт у 1886 році. Драєр, укладач каталогу, описав галактику як «надзвичайно тьмяну, маленьку, круглу».